# Callionima modesta
Callionima modesta är en fjärilsart som beskrevs av Gehlen. 1950. Callionima modesta ingår i släktet Callionima och familjen svärmare. Inga underarter finns listade i Catalogue of Life.